# Oberrat (Herzogtum Württemberg)
Der Oberrat im Herzogtum Württemberg war, nach der Gründung des Herzogtums, von 1495 bis 1662 das zentrale Verwaltungsgremium und die oberste Regierungsbehörde in Württemberg. Er wurde, nach dem die Rentkammer und der Kirchenrat von der Verwaltungsbehörde getrennt worden war, 1662 in seiner Funktion als höchstes Regierungsgremium dauerhaft durch den Geheimen Rat abgelöst.

## Geschichte

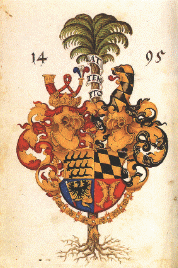
Eberhards neues Wappen nach der Erhebung zum Herzog mit den Herrschaften Württemberg, Teck, Grüningen und Mömpelgard

Die württembergische Verwaltungsentwicklung erhielt durch die Herrschaft der Habsburger eine strenge Struktur. Die Grafschaft Württemberg wurde am 21. Juli 1495 zum Herzogtum erhoben. Die erste Landesordnung setzte 1495 Herzog Eberhard I. (1445–1496) in Kraft. Sie wurde die eigentliche Grundlage zur Entstehung des Oberrates, dessen Basisstruktur in der herzoglichen Kanzlei lag, der Rentkammer und dem Kirchenrat, also den „drei Zentralbehörden“. Bis 1520 stand an der Spitze der Verwaltung ein Landhofmeister, daneben ein Kanzler, zwei Finanzbeamte, der Kammerschreiber als Kassenleiter und der Landschreiber als Rechner. Von 1498 bis zum Herrschaftsbeginns Christophs (1515–1568) im Jahre 1550, war das Herzogtum durch innere Streitigkeiten und kriegerischen Auseinandersetzungen erschüttert. Erst mit ihm setzte eine ruhigere und kontinuierliche Regierungszeit ein. Nach einer vorläufigen Ordnung von 1550 hatte Christoph mit seiner Kanzleiordnung von 1553 die endgültige Verwaltungsstruktur errichtet und die Neuorganisation der Verwaltung abgeschlossen. Er sicherte nun die Kontinuität der Regierungsstrukturen und erließ neue Regeln und Gesetze. Bemerkenswert war die „Große Kirchenordnung“ von 1559. Gemäß der Kanzleiordnung von 1553 setzte sich der Oberrat nun aus dem Landhofmeister mit Kanzler sowie adligen und bürgerlichen Räten zusammen. Der Landhofmeister stand dem Oberrat vor. Die Kanzlei war jetzt selbstständig und die Finanzverwaltung wurde vom Landschreiber geführt. Bahnbrechend wurde Württemberg durch die Einsetzung der Visitation, die neben den kirchlichen auch die weltlichen Amtsträger erfasste.

## Aufgaben des herzoglichen Oberrates
Der Oberrat wurde mit der neuen Regierungsstruktur zur obersten Regierungsbehörde. Er war die höchste Aufsichtsinstanz über alle anderen Behörden und besaß auch eigene Zuständigkeiten. Er war bei gerichtlichen Streitigkeiten zwischen dem Herzog und hohen Regierungsbeamten, Gemeinden oder Körperschaften, die oberste Gerichtsbehörde und leitete zwischen 1497 und 1750 Hexenprozesse im Herzogtum. Seine Zuständigkeiten reichten von Fragen zur Hoheits-, Innen-, Justiz- und Polizeiverwaltung bis zur Regelung aller diplomatischen, auswärtigen und militärischen Angelegenheiten. Bedingt durch die Schirmherrschaft des Herzogs über das Kloster Zwiefalten war der Oberrat im Rahmen seiner Zuständigkeit auch für die Wahrnehmung der württembergischen Rechte gegenüber dem Kloster Zwiefalten zuständig.

## Neutralisierung des Oberrates
Christophs späterer Nachfolger, Friedrich I. (1557–1608), legte während seiner Regentschaft Wert auf die Schwächung der Privilegien der Ehrbarkeit und wollte die Position des Adels stärken. Dadurch entwickelte sich diese Herrschaft zu der eines absoluten Fürstens. Seine Regierungszeit von 1593 bis 1608 war von einem zielgerichteten Handeln geleitet und zeigte selbstherrliche Tendenzen. Damit einher ging eine aufwendige Hofhaltung. Die Räte wurden faktisch ausgeschaltet und jeglicher Widerstand mit Absetzung oder Auflösung bedroht.

## Ende des Oberrates als oberste Regierungsbehörde
In Verlaufe der Vormundschaft für den unmündigen Sohn Johann Friedrichs († 1626), Herzog Eberhard III. (1614–1674), welche durch Ludwig Friedrich (1586–1586) von 1628 bis 1630 und von 1630 bis 1633 durch Julius Friedrich (1588–1635) gemeinsam mit Barbara Sophia von Brandenburg (1584–1636) übernommen worden waren, hielt ein Geheimratskollegium, als eine Art Regentschaftsrat, die Oberaufsicht über den Oberrat. Als Eberhard III. 1633 volljährig wurde „blieb auf Druck der Landstände der Geheime Rat bestehen und sowohl dem Herzog als auch den Ständen verpflichtet. Nach den Wirren des Dreißigjährigen Kriegs wurde in der Kanzleiordnung von 1660 festgelegt, dass der Geheime Rat nunmehr nur noch dem Herzog verpflichtet war. Dem Geheimen Rat gehörten der Landhofmeister, der Kanzler und drei weitere Leiter der Zentralbehörden an. Von diesen insgesamt fünf Räten entstammten für gewöhnlich drei Räte dem Adel und zwei dem Bürgertum. Oberrat, Rentkammer und Kirchenrat (Konsistorium) waren seither dem Geheimen Rat unterstellt“. Ab 1710 lautete die Bezeichnung für den Oberrat nunmehr Regierungsrat.